# 朱杨柱
朱杨柱（1986年9月—），男，汉族，江苏沛县人，中共党员，博士学位。2005年9月入伍，2006年12月加入中国共产党，中国人民解放军航天员大队四级航天员，陆军上校军衔。曾任战略支援部队航天工程大学副教授。2020年9月，作为航天飞行工程师入选为中国第三批航天员。2022年6月，入选神舟十六号载人飞行任务乘组，也是首位执行任务的飞行工程师，首位非空军背景的航天员。

## 生平
朱杨柱曾就读于江苏省徐州市沛县中学，该校为飞行员选拔基地，朱杨柱高二时曾有意报考中国人民解放军空军飞行员，但被班主任劝阻，2005年参加高考时填报了中国人民解放军国防科技大学航天与材料工程学院（空天科学学院前身）飞行器系统与工程专业，2009年本科毕业后留在国防科大攻读研究生，师从主攻高速飞行器基础创新研究领域的教授易仕和，2015年博士毕业后在原解放军理工大学从事博士后研究，2017年被推荐进入航天工程大学。
2024年4月，中共中央、国务院、中央军委决定，授予朱杨柱同志“英雄航天员”荣誉称号并颁发“三级航天功勋奖章”。

## 执行任务
| 次序   | 任务名称   | 发射时间 （UTC +8:00） | 着陆时间 （UTC +8:00） | 运载火箭      | 对接       | 任务时长          | 舱外活动次数 | 舱外活动时长 |
| ------ | ---------- | ---------------------- | ---------------------- | ------------- | ---------- | ----------------- | ------------ | ------------ |
| 1      | 神舟十六号 | 2023年5月30日, 09:31   | 2023年10月31日, 08:11  | 长征二号F遥16 | 天和核心舱 | 153天22小时又40分 | 1            | 7小时55分    |
| 合计： | 合计：     | 合计：                 | 合计：                 | 合计：        | 合计：     | 153天22小时又40分 | 1            | 7小时55分    |